# 初台站
初台站（日语：／ Hatsudai eki */?）是位於日本東京都澀谷區初台一丁目，屬於京王電鐵京王線（京王新線）的鐵路車站。車站編號是KO02。

## 年表
- 1914年6月11日，作為京王電氣軌道的改正橋站啟用。
- 1919年9月，改稱初台站。
- 1944年5月31日，京王與東京急行電鐵合併，初台站作為京王線的車站運行。
- 1948年6月1日，東急與京王帝都電鐵分拆，初台站成為京王的車站。
- 1964年6月7日，改作地下站。
- 1978年10月31日，京王新線開通後，初台站搬至現址。
- 2013年2月22日，以KO02作主為初台站的編號。

## 構造
本站位於首都高速4號新宿線與國道20號（甲州街道）地下，月台為上行線與下行線分開的二層構造，地下2樓為上行線，地下3樓為下行線。樓梯分為新宿側與幡谷側2處，並設有電扶梯。新宿側另有電梯。幡谷側樓梯可至地下一樓的中央口，付費區內設有廁所。中央口外的地下通道往右為甲州街道北側的北口，往左為南側的南口。北口直接連結日本新國立劇場，並有地下式腳踏車停車場。新宿側閘口的東口直接連結東京歌劇城。
本站在1978年10月31日京王新線開通時由京王線移轉至此。新宿站 - 笹塚站之間的隧道內仍保留舊月台作為軌道維護資材存場、資材搬入口、隧道緊急避難通道與車站維護用通道。
車站月台側的通風口是因為車站開設當時因風壓過大而設置。

### 月台配置
| 月台 | 路線     | 方向 | 目的地                             |
| ---- | -------- | ---- | ---------------------------------- |
| 1    | 京王新線 | 下行 | 幡谷、笹塚、明大前、調布、橋本方向 |
| 2    | 京王新線 | 上行 | 新線新宿、新宿線方向               |

## 使用情況
2023年度1日平均上下車人次為54,828人。
近年1日平均上下車、上車人次變化如下。
| 年度               | 1日平均 上下車人次 | 1日平均 上車人次 | 來源     |
| ------------------ | ------------------ | ---------------- | -------- |
| 1955年（昭和30年） | 21,224             |                  |          |
| 1960年（昭和35年） | 24,467             |                  |          |
| 1964年（昭和39年） | 26,427             |                  |          |
| 1965年（昭和40年） | 26,936             |                  |          |
| 1969年（昭和44年） | 41,939             |                  |          |
| 1970年（昭和45年） | 26,853             |                  |          |
| 1975年（昭和50年） | 22,702             |                  |          |
| 1978年（昭和53年） | 21,382             |                  |          |
| 1979年（昭和54年） | 20,299             |                  |          |
| 1980年（昭和55年） | 21,169             |                  |          |
| 1985年（昭和60年） | 23,866             |                  |          |
| 1990年（平成02年） | 29,290             | 14,074           | [ * 1 ]  |
| 1991年（平成03年） |                    | 14,388           | [ * 2 ]  |
| 1992年（平成04年） |                    | 14,164           | [ * 3 ]  |
| 1993年（平成05年） |                    | 14,307           | [ * 4 ]  |
| 1994年（平成06年） |                    | 14,825           | [ * 5 ]  |
| 1995年（平成07年） | 31,983             | 15,505           | [ * 6 ]  |
| 1996年（平成08年） |                    | 17,488           | [ * 7 ]  |
| 1997年（平成09年） |                    | 20,268           | [ * 8 ]  |
| 1998年（平成10年） |                    | 21,970           | [ * 9 ]  |
| 1999年（平成11年） |                    | 22,077           | [ * 10 ] |
| 2000年（平成12年） | 43,767             | 23,153           | [ * 11 ] |
| 2001年（平成13年） |                    | 23,973           | [ * 12 ] |
| 2002年（平成14年） |                    | 23,701           | [ * 13 ] |
| 2003年（平成15年） | 46,015             | 23,923           | [ * 14 ] |
| 2004年（平成16年） | 46,937             | 24,334           | [ * 15 ] |
| 2005年（平成17年） | 50,101             | 25,047           | [ * 16 ] |
| 2006年（平成18年） | 52,292             | 25,411           | [ * 17 ] |
| 2007年（平成19年） | 54,908             | 27,066           | [ * 18 ] |
| 2008年（平成20年） | 56,033             | 27,699           | [ * 19 ] |
| 2009年（平成21年） | 54,310             | 26,890           | [ * 20 ] |
| 2010年（平成22年） | 53,811             | 26,655           | [ * 21 ] |
| 2011年（平成23年） | 52,958             | 26,257           | [ * 22 ] |
| 2012年（平成24年） | 54,153             | 26,945           | [ * 23 ] |
| 2013年（平成25年） | 55,618             | 27,537           | [ * 24 ] |
| 2014年（平成26年） | 57,610             | 28,619           | [ * 25 ] |
| 2015年（平成27年） | 60,281             |                  |          |
| 2016年（平成28年） | 62,154             |                  |          |
| 2017年（平成29年） | 64,347             | 32,107           | [ * 26 ] |
| 2018年（平成30年） | 66,016             | 32,970           | [ * 27 ] |
| 2019年（令和元年） | 65,172             | 32,497           | [ * 28 ] |
| 2020年（令和02年） | 42,073             | 20,970           | [ * 29 ] |
| 2021年（令和03年） | 44,463             |                  |          |
| 2022年（令和04年） | 49,640             |                  |          |
| 2023年（令和05年） | 54,828             |                  |          |

## 周邊
- 企業、團體
  - LOTTE本社
  - 富士急行東京本社
  - 卡西歐本社
  - 東日本電信電話（日语：東日本電信電話）本社
  - 京王觀光（日语：京王観光）本社
- 其他
  - 日本新國立劇場
  - 東京歌劇城
    - NTT InterCommunication Center（日语：NTTインターコミュニケーション・センター）
    - 東京歌劇城郵便局

  - 都營巴士新宿支所
    - ZEROBANK（日语：ゼロバンク）

  - 初台商店街
  - 警視廳代代木警察署（日语：代々木警察署）
  - 東京消防廳第三消防方面本部（日语：東京消防庁第三消防方面本部）澀谷消防署代代木出張所
  - 澀谷區役所（日语：渋谷区役所）初台出張所
  - 澀谷區立本町圖書館
  - 澀谷本町二郵便局
  - 東日本銀行（日语：東日本銀行）初台支店
  - 關東國際高等學校（日语：関東国際高等学校）
  - 首都高速道路西新宿JCT

### 巴士路線
車站東側有「東京歌劇城南」與「新國立劇場前」兩處巴士站。後者除都營巴士外，皆附註「初台站入口」。
站旁還有八公巴士春之小川線（本町、笹塚循環）的巴士站「歌劇通」與「新國立劇場」。
中央口南側有「初台站」巴士站。

#### 東京歌劇城南
都營巴士
- 渋66（日语：都営バス杉並支所）：澀谷站 - 東京歌劇城南 - 笹塚站 - 代田橋 - 方南八幡通 - 堀之內 - 杉並車庫（日语：都営バス杉並支所） - 阿佐谷站
- 宿75：新宿站西口（日语：新宿駅バスのりば） - 東京歌劇城南 - 新宿車庫

京王巴士東
- 澀61（日语：京王バス東・永福町営業所）：東京歌劇城南 - 初台站 - 東大裏 - 澀谷站
- 澀63（日语：京王バス東・中野営業所）：澀谷站 - 澀谷區役所 - 東京歌劇城南 - 中野車庫 - 中野站
- 澀64：澀谷站 - 澀谷區役所 - 東京歌劇城南 - 中野坂上站 - 中野站
- 澀66（日语：京王バス東・永福町営業所）：澀谷站（→宇田川町／←神山） - 東京歌劇城南 - 阿佐谷站

小田急巴士
- 宿44（日语：小田急バス吉祥寺営業所）：新宿站西口 - 東京歌劇城南 - 吉祥寺站 - 武藏境站南口

小田急城市巴士
- 新宿駅西口 - 東京歌劇城南 - 讀賣樂園（季節運行）

#### 新國立劇場（前、初台站入口）
都營巴士
- 澀66：澀谷站 - 新國立劇場前 - 笹塚站 - 代田橋 - 方南八幡通 - 堀之內 - 杉並車庫 - 阿佐谷站

京王巴士東
- 澀61：新國立劇場（初台站入口） - 初台站 - 東大裏 - 澀谷站
- 澀63：澀谷站 - 澀谷區役所 - 新國立劇場（初台站入口） - 中野車庫 - 中野站
- 澀66：澀谷站（→宇田川町／←神山） - 新國立劇場（初台站入口） - 笹塚站 - 代田橋 - 方南八幡通 - 堀之內 - 杉並車庫 - 阿佐谷站

小田急巴士
- 宿44：新宿站西口 - 新國立劇場、初台站入口 - 吉祥寺站 - 武藏境站南口

小田急城市巴士
- 新宿站西口 - 新國立劇場、初台站入口 - 讀賣樂園（季節運行）

八公巴士
- 春之小川線：本町小學校、六號大通方向／往澀谷區役所

#### 初台站
京王巴士東
- 澀61：初台站→代代木八幡站入口→＜松濤通＞富谷交差點→東大裏→東急百貨店→澀谷站

## 名稱由來
車站原名「改正橋」，源自附近玉川上水橋名。
現行站名「初台」則是以當時車站南側地名「澀谷區代代木初台町」命名。

## 圖片

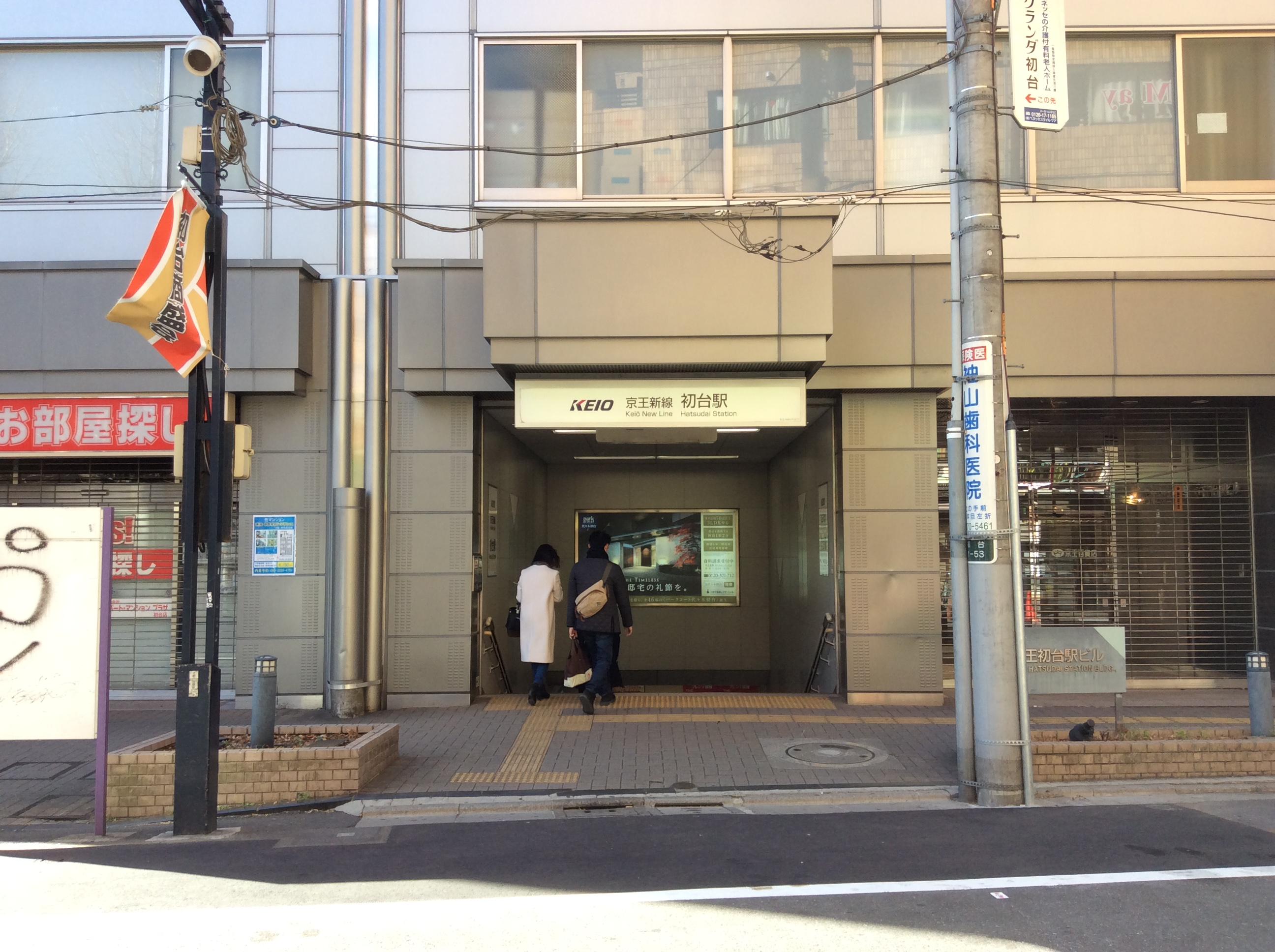
車站入口（2018年1月3日攝）
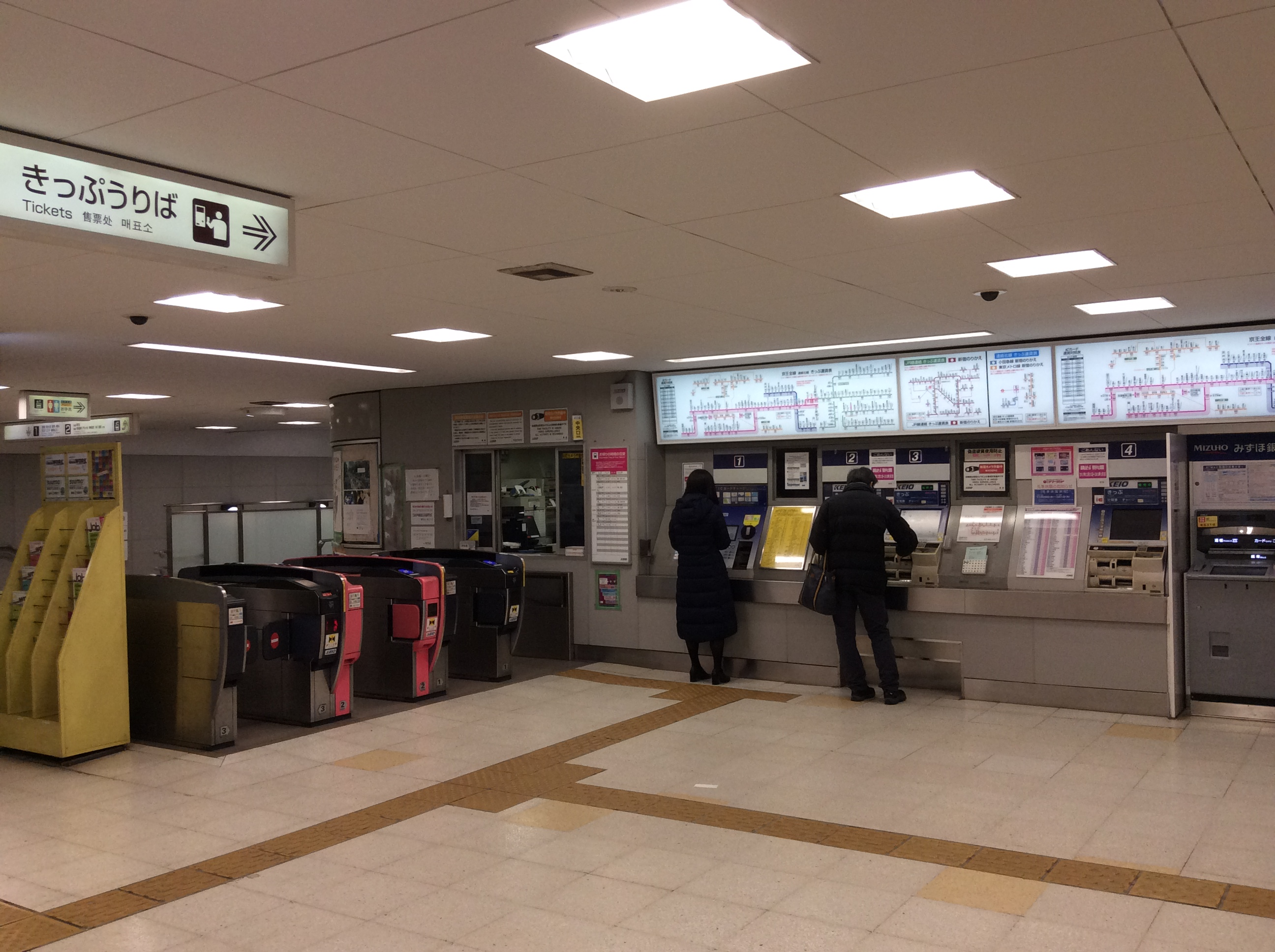
車站閘口（2018年1月3日攝）
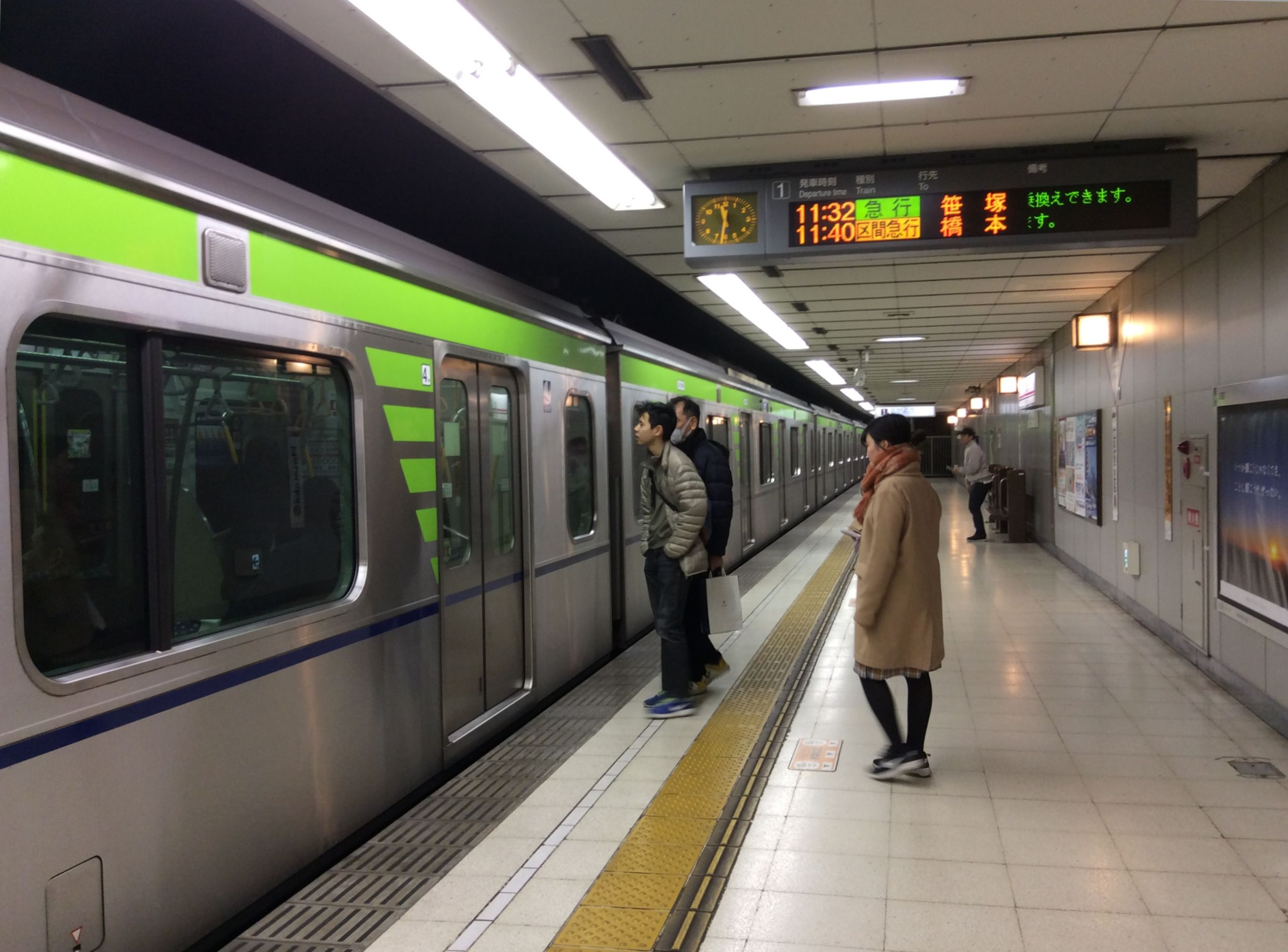
1號月台（2018年1月3日攝）
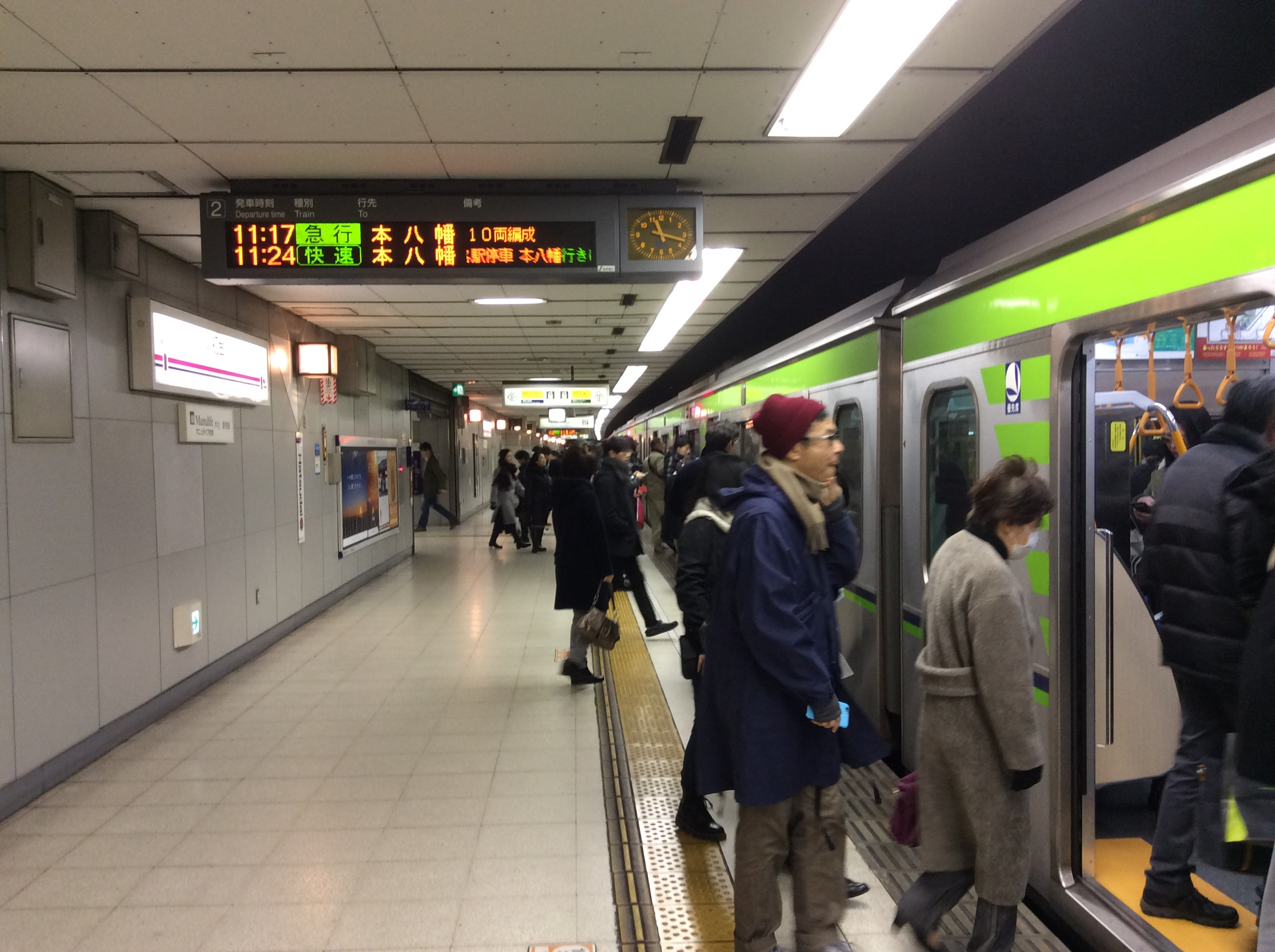
2號月台（2018年1月3日攝）

## 相鄰車站
京王電鐵
 京王新線
■急行、■區間急行、■快速、■各站停車
（新線）新宿（KO01）－初台（KO02）－幡谷（KO03）

## 外部連結
- 初台 - 京王電鐵（日語）

35°40′52.5″N 139°41′11″E / 35.681250°N 139.68639°E